# István Bibó
István Bibó (Budapest, 7 agosto 1911 – Budapest, 10 maggio 1979) è stato un avvocato e politico ungherese.
Bibó fu uno dei dissidenti della rivoluzione ungherese del 1956. Dopo aver aderito al Partito Petőfi, divenne ministro per un solo giorno nell'ultimo governo di Imre Nagy. Quando il parlamento fu attaccato dai sovietici fu l'unico a rifiutarsi di scappare. Rivolse una disperata richiesta d'aiuto all'opinione mondialeː "... Il popolo ungherese ha versato molto sangue per provare al mondo il suo attaccamento tenace alla libertà e alla giustizia. Adesso tocca alle grandi potenze di agire". Condannato all'ergastolo, fu liberato con l'amnistia generale del 1963.

## Riconoscimenti

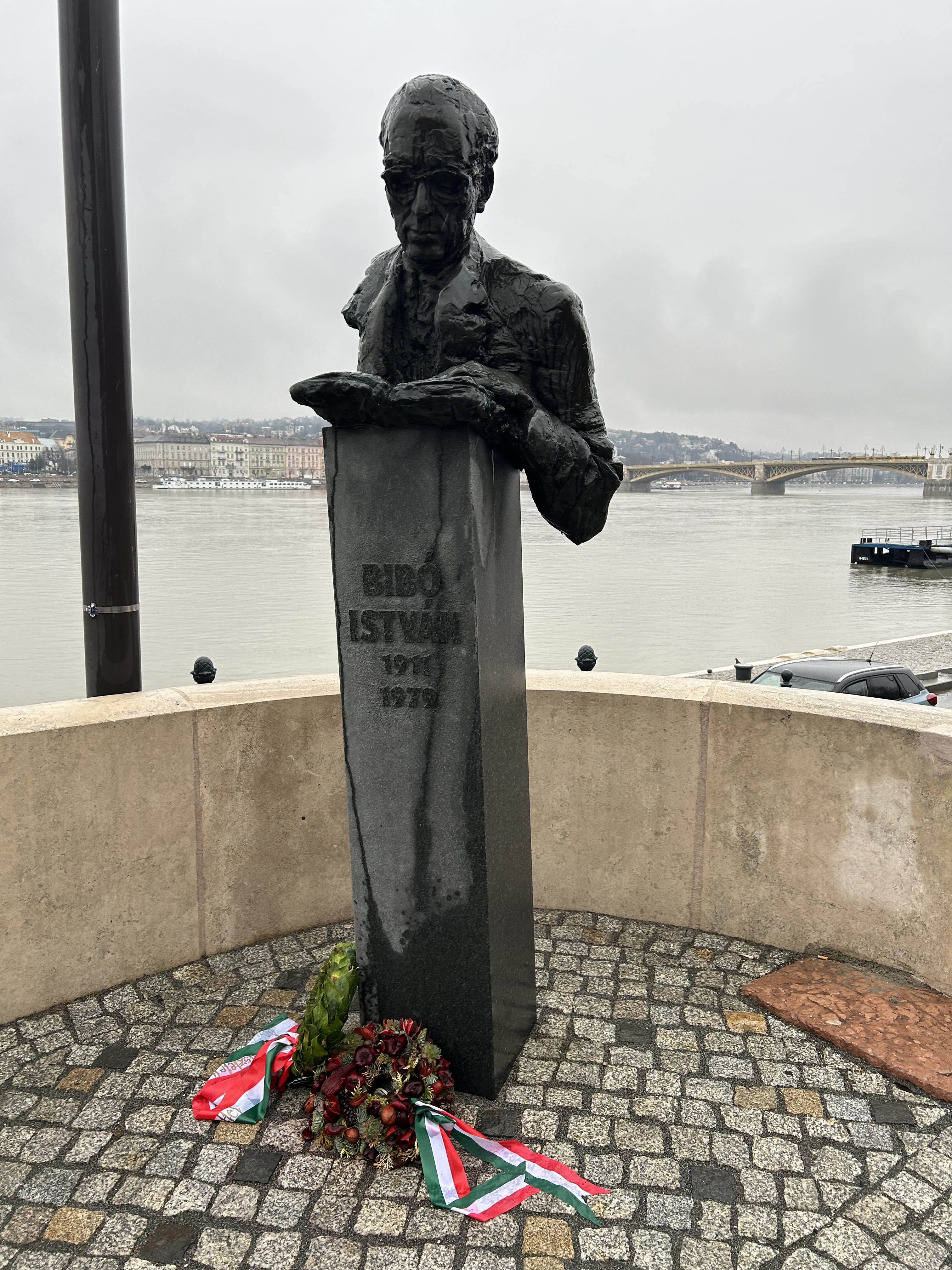
Busto di Bibó realizzato nel 2005 dallo scultore Géza Széri-Varga, situato tra lo Széchenyi rakpart e la Markó utca.

Dopo il suo decesso avvenuto nel 1979 diverse iniziative sono state intraprese al fine di commemorare la sua memoria.
Già nel 1980, dapprima 72 rappresentanti della vita intellettuale ungherese hanno reso omaggio alla sua opera e alla sua memoria con un libro commemorativo, il Bibó-emlékkönyv (lett. "Libro dei ricordi di Bibó"); mentre a Boston è stato istituito il Premio István Bibó.
Nel 2005 è stato eretto davanti allo Széchenyi rakpart, il molo che dà sul Danubio, un busto raffigurante la sua persona realizzato dallo scultore ungherese Géza Széri-Varga.
Dal 2019 István Bibó è onorato come Giusto al Giardino dei Giusti di tutto il mondo di Milano.